# Betcave-Aguin
Betcave-Aguin är en kommun i departementet Gers i regionen Occitanien i sydvästra Frankrike. Kommunen ligger i kantonen Lombez som tillhör arrondissementet Auch. År 2022 hade Betcave-Aguin 91 invånare.

## Befolkningsutveckling
Antalet invånare i kommunen Betcave-Aguin
Referens:INSEE